# Équipe d'Argentine des moins de 15 ans de football
Maillots
L'équipe d'Argentine de football des moins de 15 ans est une sélection de joueurs de moins de 15 ans.

## Palmarès
- Championnat de la CONMEBOL de football des moins de 15 ans
  -  Vainqueur en 2017
  -  Finaliste en 2005 et 2019
  -  Troisième en 2004, 2007, 2011, 2013 et 2015